# Colpix Records
Colpix Records (укр. Колпікс Рекордс; скорочення від англ. Columbia Pictures) — американський лейбл звукозапису.
Компанію Colpix Records було засновано наприкінці 1950-х років як частину кінокомпанії Columbia Pictures. Її призначенням було видання музики, яка використовувалась у фільмах та телепередачах батьківської компанії. Першими керівниками компанії були Пол Векслер та Джоні Тепс. В цей період лейбл звукозапису видавав пісні таких артистів, як Джеймс Даррен та Шеллі Фабарес, але не був дуже успішним. Лише декілька записів лейблу досягли першого місця в національному хітпараді: 1961 року пісня «Blue Moon» гурту The Marcels, кавер пісні 1934 року, написаної Річардом Роджерсом та Лоренцом Хартом, очолила чарти США, а за рік першу сходинку посіла композиція «Johnny Angel» у виконанні актриси Шеллі Фабарес, записана для комедійного телесеріалу «Шоу Донни Рід».
В середині 1962 року Columbia Pictures вирішили консолідувати зусилля, щоб зміцнити позиції на ринку, та замість багатьох менших використовувати два основні лейбли — Gower Music (BMI) та власний Colpix Records. Протягом наступних років було випущено безліч саундтрек-альбомів до фільмів та телешоу, зокрема надуспішний саундтрек до драми «Лоуренс Аравійський». Columbia Records також придбали медіакомпанію Ела Невінса та Дона Кіршнера, заплативши 2,5 млн доларів, після чого лейбли Dimension Records та каталог Aldon Music стали частиною Colpix Records, який очолив сам Кіршнер.
Під керівництвом Кіршнера Colpix Records мав амбітні плани створити конкуренцію найбільшим тогочасним лейблам звукозапису. Було вкладено великі гроші у рекламу декількох фільмів, що мали вийти 1965 року, серед яких пригодницький фільм «Лорд Джім». Попри сподівання, що саундтреки будуть також добре продаватися, жоден з нових фільмів не виправдав очікувань. 1966 року замість Colpix Records було створено новий лейбл Colgems Records, підпорядкований компанії Screen Gems, частині Columbia Pictures.